# Połom Mały
Połom Mały – wieś w Polsce, położona w województwie małopolskim, w powiecie brzeskim, w gminie Iwkowa.
W latach 1975–1998 miejscowość administracyjnie należała do województwa tarnowskiego.

## Położenie
Miejscowość znajduje się na Pogórzu Wiśnickim. Zabudowania i pola Połomia Małego zajmują w większości bezleśne wzgórza oddzielające Jezioro Czchowskie i dolinę rzeki Łososina od doliny potoku Bela i rzeki Białka.

## Integralne części wsi
| SIMC    | Nazwa     | Rodzaj    |
| ------- | --------- | --------- |
| 0821122 | Markówka  | część wsi |
| 0821139 | Nadole    | część wsi |
| 0821145 | Psia Góra | część wsi |

## Rys historyczny
Od początku swojego istnienia Połom Mały należał do okręgu parafialnego Wojakowa. Informacje na ten temat można odnaleźć w Liber beneficiorum Jana Długosza. Jeżeli chodzi o przynależność administracyjną i państwową, Połom Mały leżał w granicach województwa krakowskiego. Tak było do 1772 roku, kiedy to cała część południowa województwa dostała się pod panowanie zaboru austriackiego. 
W dawnych czasach według posiadanych źródeł Połom Mały był własnością szlachty herbu Starykoń i Czarne Jelenie. Tabularnym właścicielem wsi był Edward Jaszczurowski, jego potomkowie mieszkali w Połomiu Małym do pierwszej połowy XX wieku. W czasie okupacji niemieckiej w jednym z gospodarstw ukrywał się człowiek narodowości żydowskiej. Niestety w wyniku zdrady został on zabity wraz z dającym mu schronienie mieszkańcem wsi. W miejscu zbrodni umiejscowiono kamień z tablicą pamiątkową.
W 2013 roku, czternastego lipca świętowano jubileusz 650-lecia założenia wsi Połom Mały.